# زینب بحرانی
زینب بحرانی (به عربی: زينب البحرانى) (زاده ۱۹۶۲، بغداد)، استاد دانشکده هنر باستان خاورنزدیک و باستان‌شناسی در دانشگاه کلمبیا است.

## شغل
او متولد شهر بغداد است و در اروپا و ایالات متحده تحصیل کرد. مدرک فوق لیسانس و دکترایش (۱۹۸۹) در رشته تاریخ هنر و باستان‌شناسی از انجمن هنرهای زیبای دانشگاه نیویورک گرفت. او بین سالهای ۲۰۱۰-۲۰۱۱ استاد اسلید (Slade Professor) هنرهای زیبا دانشگاه آکسفورد بود.

## آثار
او سه کتاب نوشته است:
- Rituals of War: The Body and Violence in Mesopotamia, New York (2008), ISBN 978-1-890951-84-9
- The Graven Image: Representation in Babylonia and Assyria, University of Pennsylvania Press (2003), ISBN 0-8122-3648-3
- Women of Babylon: Gender and Representation in Mesopotamia, Routledge (2001), ISBN 0-415-21830-6

## جوایز
- جایزه انجمن تاریخی آمریکایی James Henry Breasted برای کتاب Rituals of War.[۱]